# Mammillaria rhodantha
Mammillaria rhodantha är en kaktusväxtart som beskrevs av Heinrich Friedrich Link och Christoph Friedrich Otto. Mammillaria rhodantha ingår i släktet Mammillaria och familjen kaktusväxter.

## Underarter
Arten delas in i följande underarter:
- M. r. fera-rubra
- M. r. mccartenii
- M. r. mollendorffiana
- M. r. rhodantha

## Bildgalleri

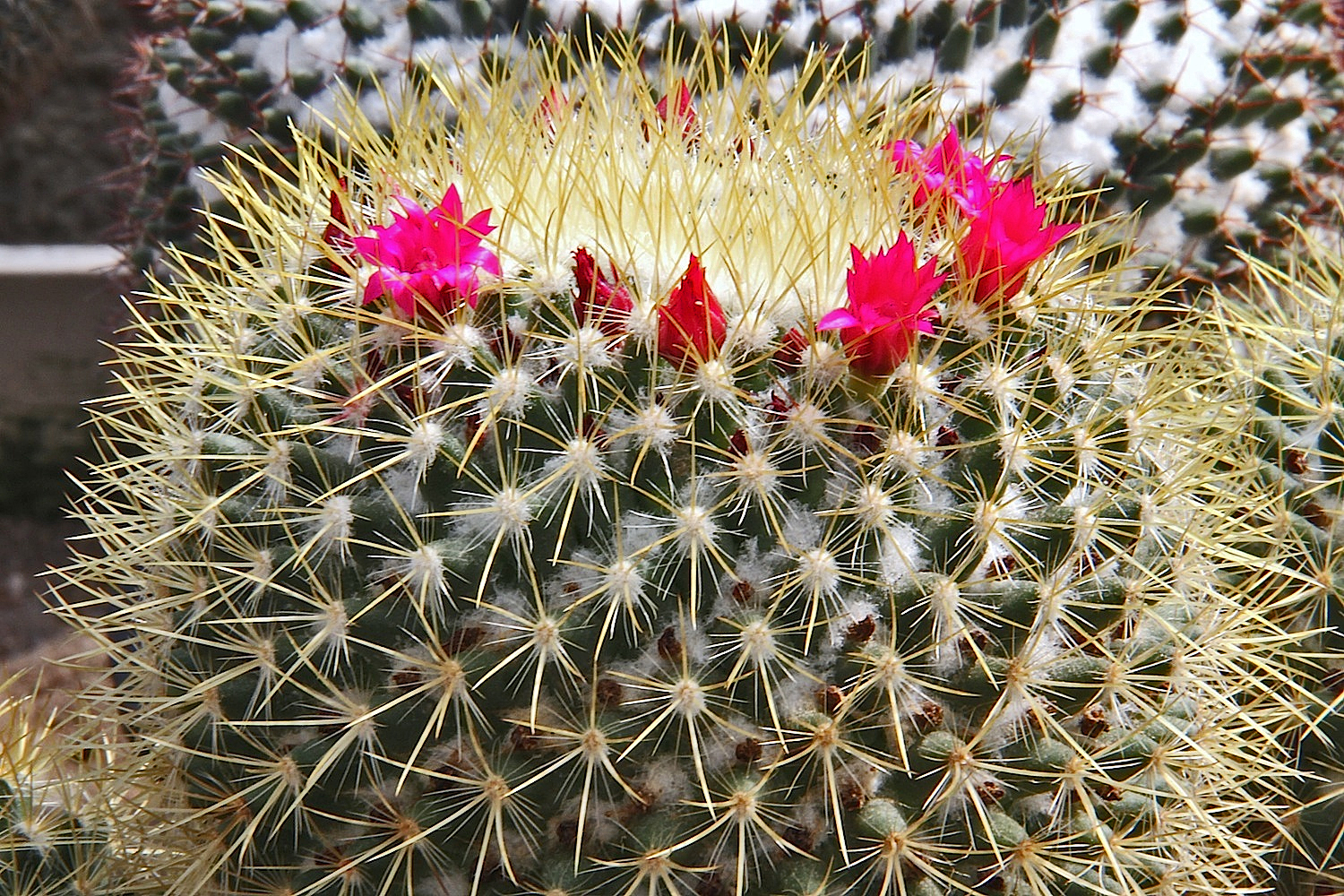
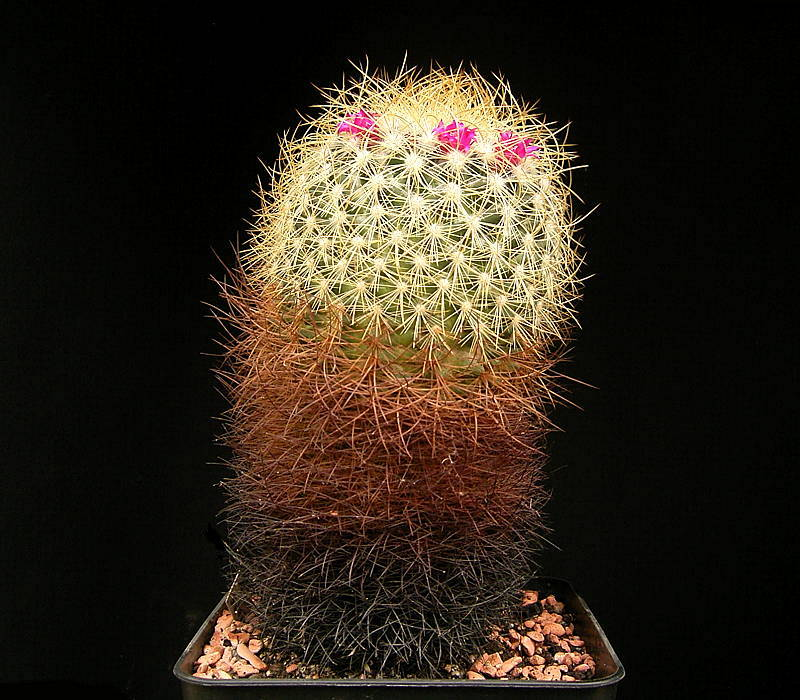
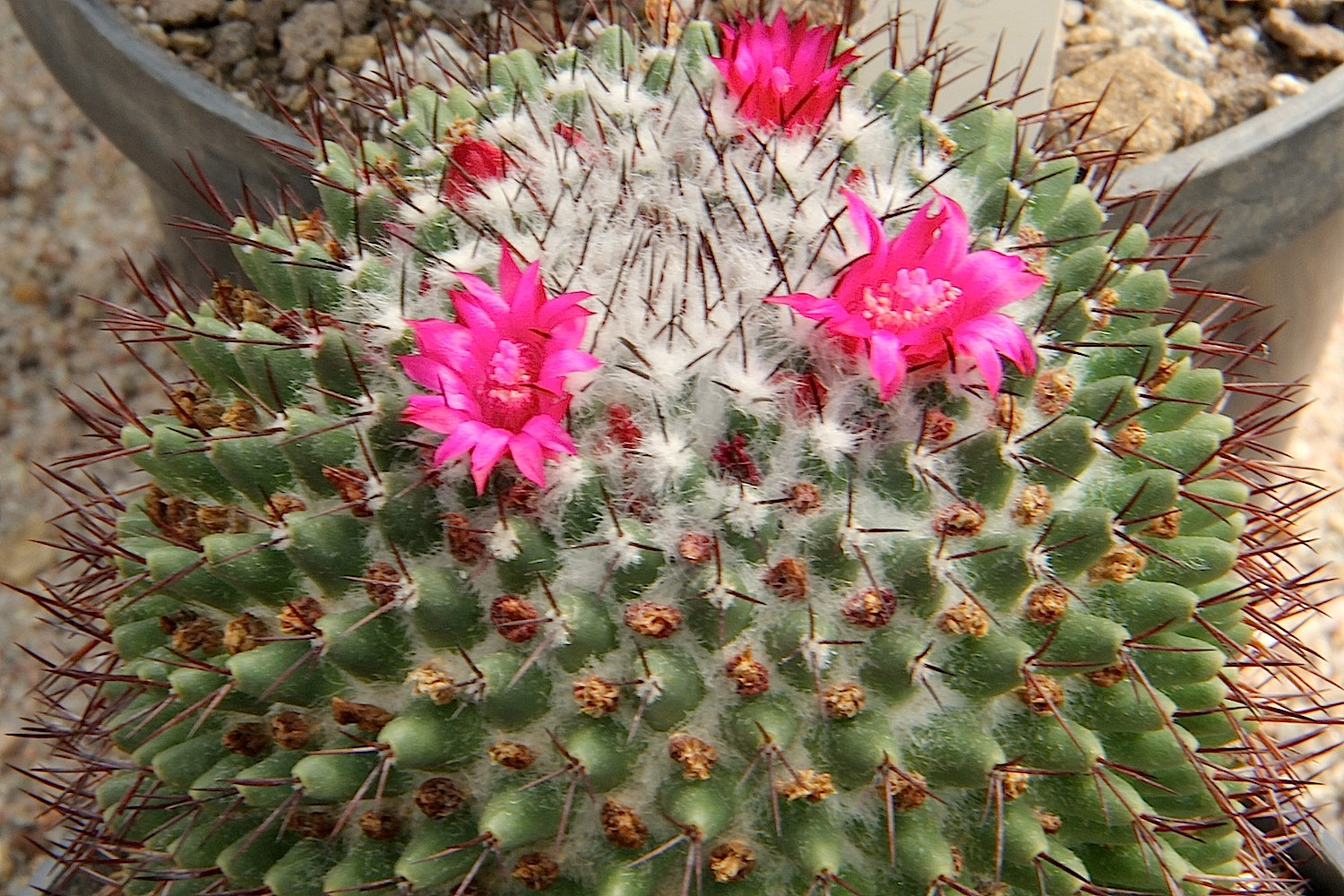
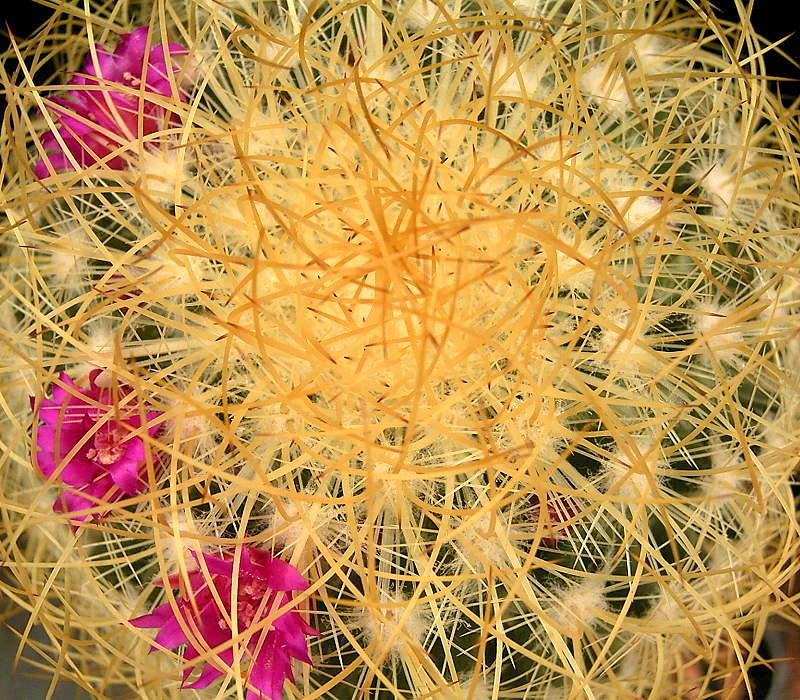
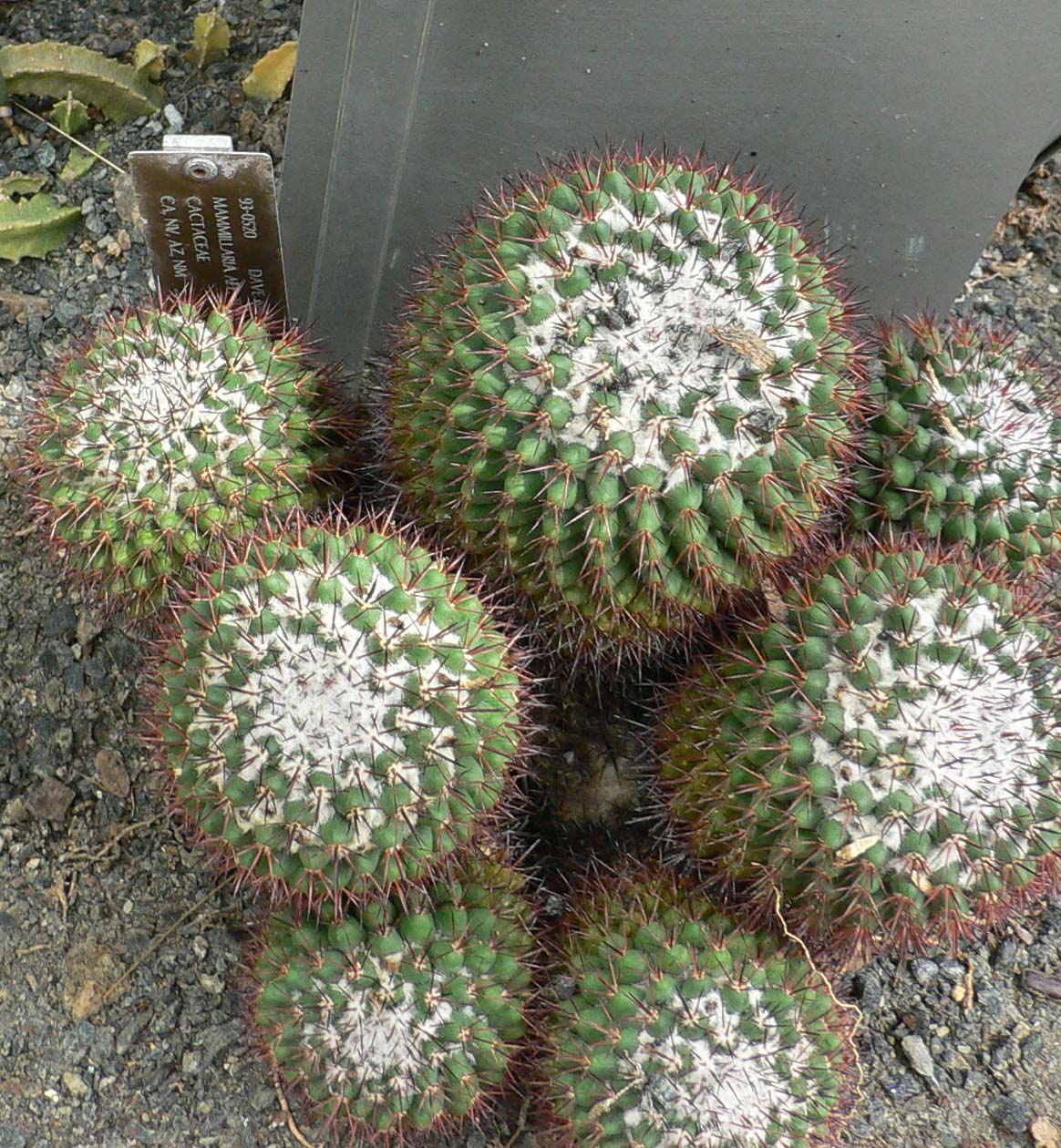
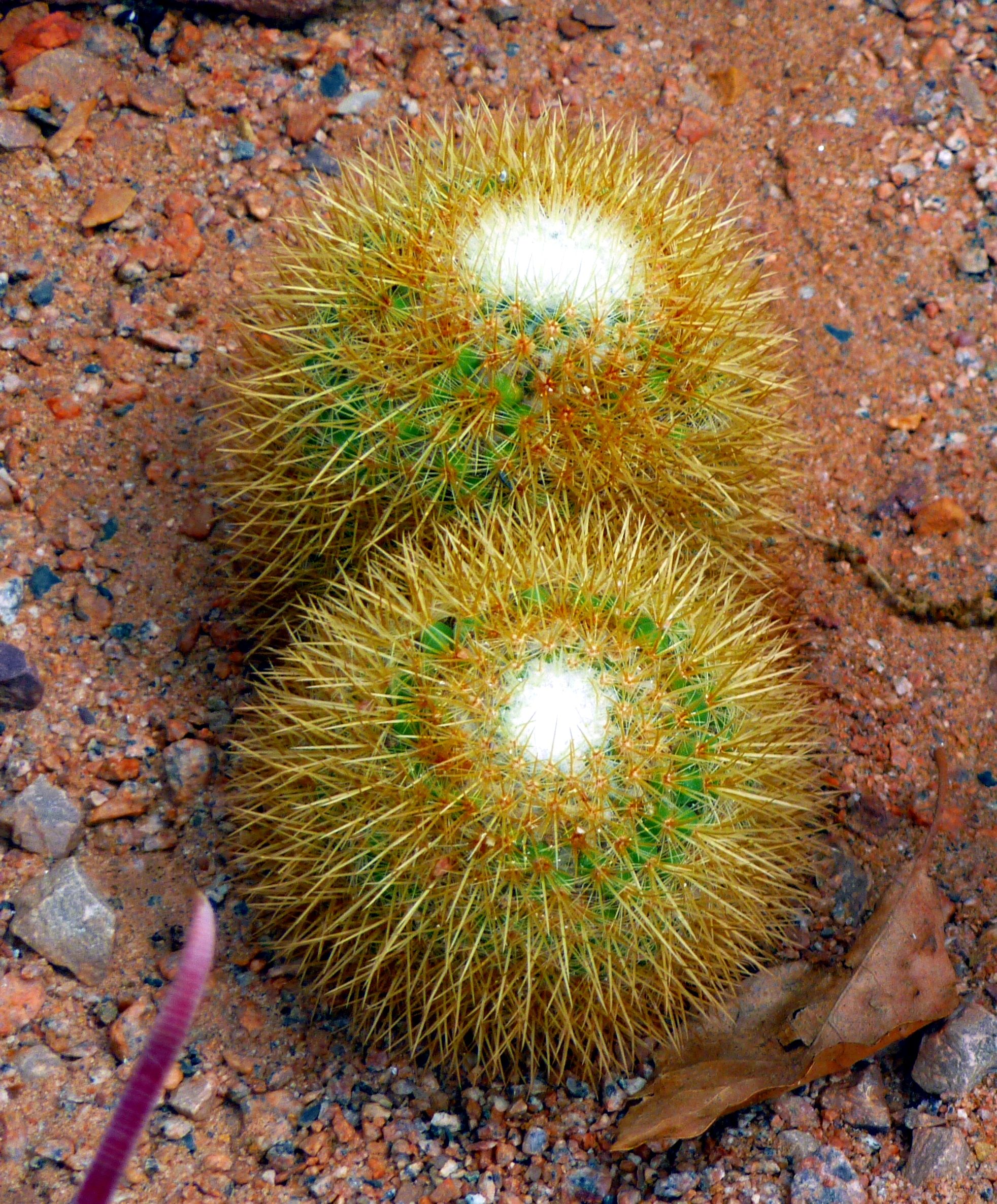